# میشل پارمانتیه
میشل پارمانتیه (فرانسوی: Michel Parmentier‎؛ زادهٔ ۱ آوریل ۱۹۴۸) بازیکن فوتبال اهل فرانسه بود.
وی همچنین در تیم ملی فوتبال فرانسه بازی کرده‌است.